# Château de Pommiers (Saint-Félix-de-Foncaude)
Pour les articles homonymes, voir Château de Pommiers.
 (août 2021).
Le château de Pommiers alias Castrum de Pommiers est un ensemble de bâtiments en grande partie médiévaux situé sur la Commune de Saint-Félix-de-Foncaude, dans le département de la Gironde, en France.

## Localisation
Le château est situé au Lieu-dit : Pommiers-Nord, à Saint-Félix-de-Foncaude, entre les bourgs de Foncaude et de Saint-Félix, dans la portion sud du carrefour des routes départementales D672 (Saint-Félix-Sauveterre-de-Guyenne) et D9 (Foncaude-Saint-Sulpice-de-Pommiers).

L'accès au site se fait depuis la route D672. Il est situé à un peu plus de 2 km au sud de la Bastide voisine de Sauveterre-de-Guyenne. Il est bien visible de la route.

## Historique
Dans les textes du Moyen Âge, Pommiers est systématiquement désigné par le nom de "Castrum". La plus ancienne mention d'un « Pommiers », selon Léo Drouyn, figure dans une Charte de bienfaisance datée du XIe siècle. Minima, épouse d'Amanieu de Pommiers, donne une Manse (tenure) au Prieuré de La Réole. Entre 1087 et 1100, un certain Guillaume-Amanieu de Pommiers est attesté à deux reprises dans les archives. En revanche, le Castrum n'est attesté qu'en 1274, lorsque Guillaume-Sanche, Pierre et Pierre-Amanieu de Pommiers reconnaissent tenir du roi d'Angleterre, duc d'Aquitaine, le Castrum de pomeriis cum honore. 
Le Castrum de Pommiers sera le siège d'une Vicomté au XVIe siècle. En 1532, Nicolas Bohier, vicomte de Pommiers, demande au Roi de France l'autorisation d'y créer une Foire annuelle.

### Architecture
Les vestiges de l'ancien village féodal de Pommiers, appelé castrum à l'instar des camps fortifiés romains sont avant tout constitués d'une enceinte triangulaire du XIIe siècle, détruite et reconstruite au moins une fois au début du XIVe siècle, avec une porte d'entrée à la pointe nord (porte de "Sauveterre"), une imposante tour-porte sur trois niveaux à l'angle sud-ouest de l'enceinte et une portion de courtine en façade sud surplombant le cours de la Vignague. Cette courtine sud dessert sur une échauguette heptagonale à pans coupés montée sur trompes de type arc simple de front. On retrouve également le logis seigneurial ruiné (destruction en 1930) d'époque moderne; et une chapelle reconstruite entre 1877 et 1879 ; de même qu'un colombier du XVIIe siècle à l'extérieur situé au milieu du vignoble au nord du château. Au centre du château moderne, sur les anciennes ruines de la ville médiévale de Pommiers, se trouve la "maison Béchade", construite en 1844.

### Sauvegarde
La première inquiétude de l’état de conservation de Pommiers remonte à 1947 lorsque la famille Ménétret, propriétaire de l'époque, fit en vain la demande de son inscription à l’inventaire supplémentaire. Il avait été muni d'une première protection le 22 décembre 1987 approuvé par le préfet de région Thierry Kaeppelin. Cette inscription couvrait partiellement les vestiges du château. Les parties qui avaient été prises en compte étaient les suivantes : sa première enceinte et ses barbacanes, le sol de la parcelle correspondant à son emplacement ; l’enceinte principale accompagnée de la terrasse orientale donnant sur la Vignague. On retrouve également la tour-porte sud et plus particulièrement son escalier en vis et ses plafonds voûtés. Les ruines du Vieux Château et celles de la halle faisant face à la TP étaient aussi mentionnées. Le moulin de Pommiers, le pont médiéval adjacent, la toiture et la façade de la chapelle ainsi que le colombier de l’époque Moderne étaient également inscrits.
En 1994 Jean-Luc Piva, épaulé par Jean-Bernard Faivre, architecte des Bâtiments de France, et Sylvie Faravel, fondent l’Association de sauvegarde et de mise en valeur du "castrum de Pommiers. Depuis 1995, Mr Piva et l’association (présidée par Jean-Claude Tillier) mettent en place une série de campagnes de restaurations de l’enceinte de Pommiers et de ses deux portes, aidés par les financements de l’État, des collectivités territoriales de Gironde et de son partenaire le Crédit Agricole. De plus, de 1997 à 2001, le castrum a accueilli des chantiers de jeunes encadrés par l’association Concordia et les Chantiers de l’Entre-Deux-Mers.
Jean-Luc Piva avait réalisé une demande d'extension de protection en 1998 auprès de la CO.RE.P.H.A.E. et de la C.S.M.H.Elle aboutit sur l’ajout des éléments ci-contre : les parcelles B281, B289 et B291 (l’emprise du fossé), B287 (le soubassement de la chapelle), la terrasse artificielle au sud ainsi que tous les bâtiments enclavés dans l’enceinte de Pommiers incluant la « maison Béchade. »
L'édifice a été inscrit au titre des monuments historiques par arrêté du 8 juin 2007signé par le préfet d'Aquitaine Alain Rieu.
Le 15 août 2019, l’Association de sauvegarde et de mise en valeur du Castrum de Pommiers a fêté son 25ème anniversaire à l’occasion de la 25ème fête médiévale organisée sur le site 

## Galerie

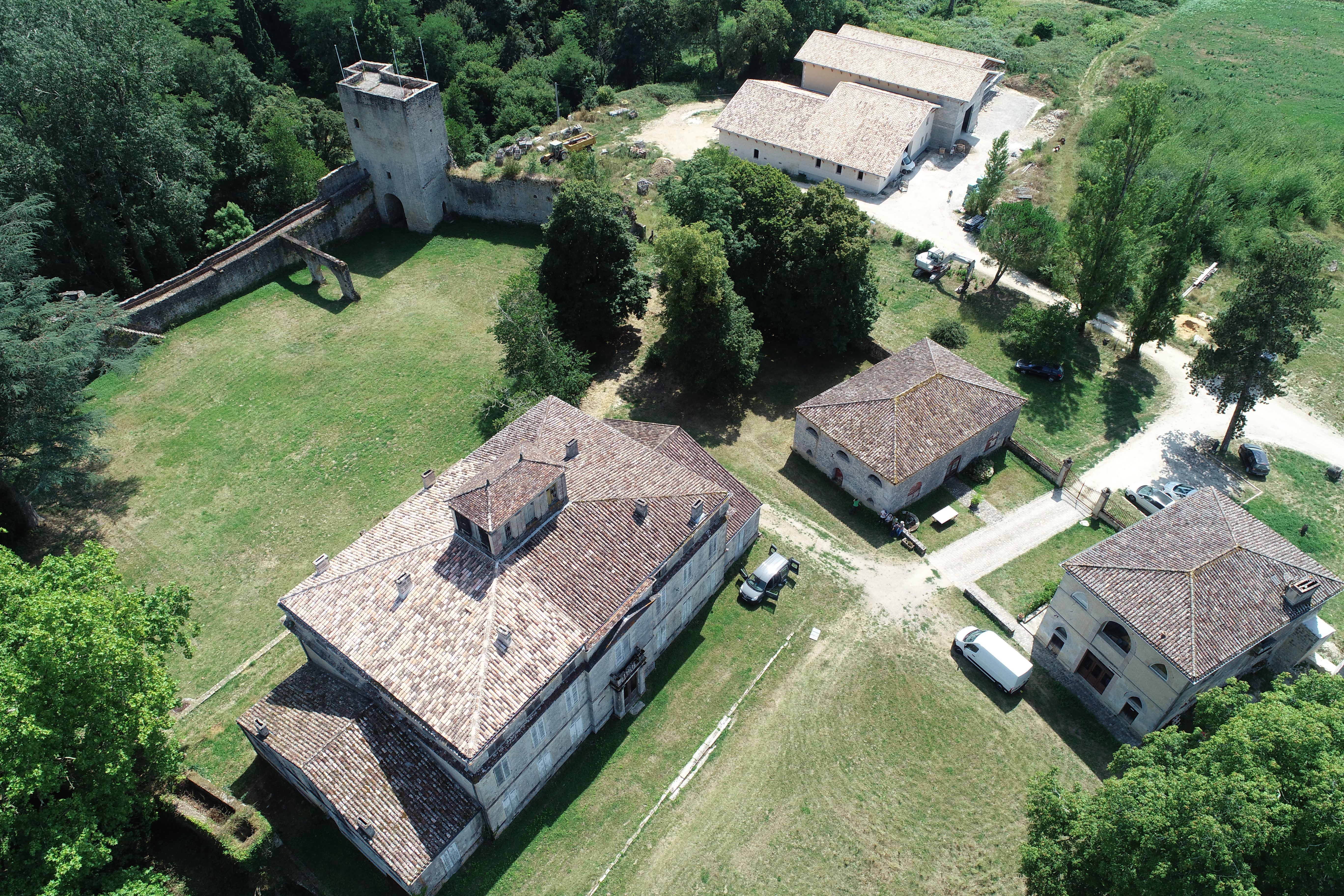
Château de Pommiers vu du ciel
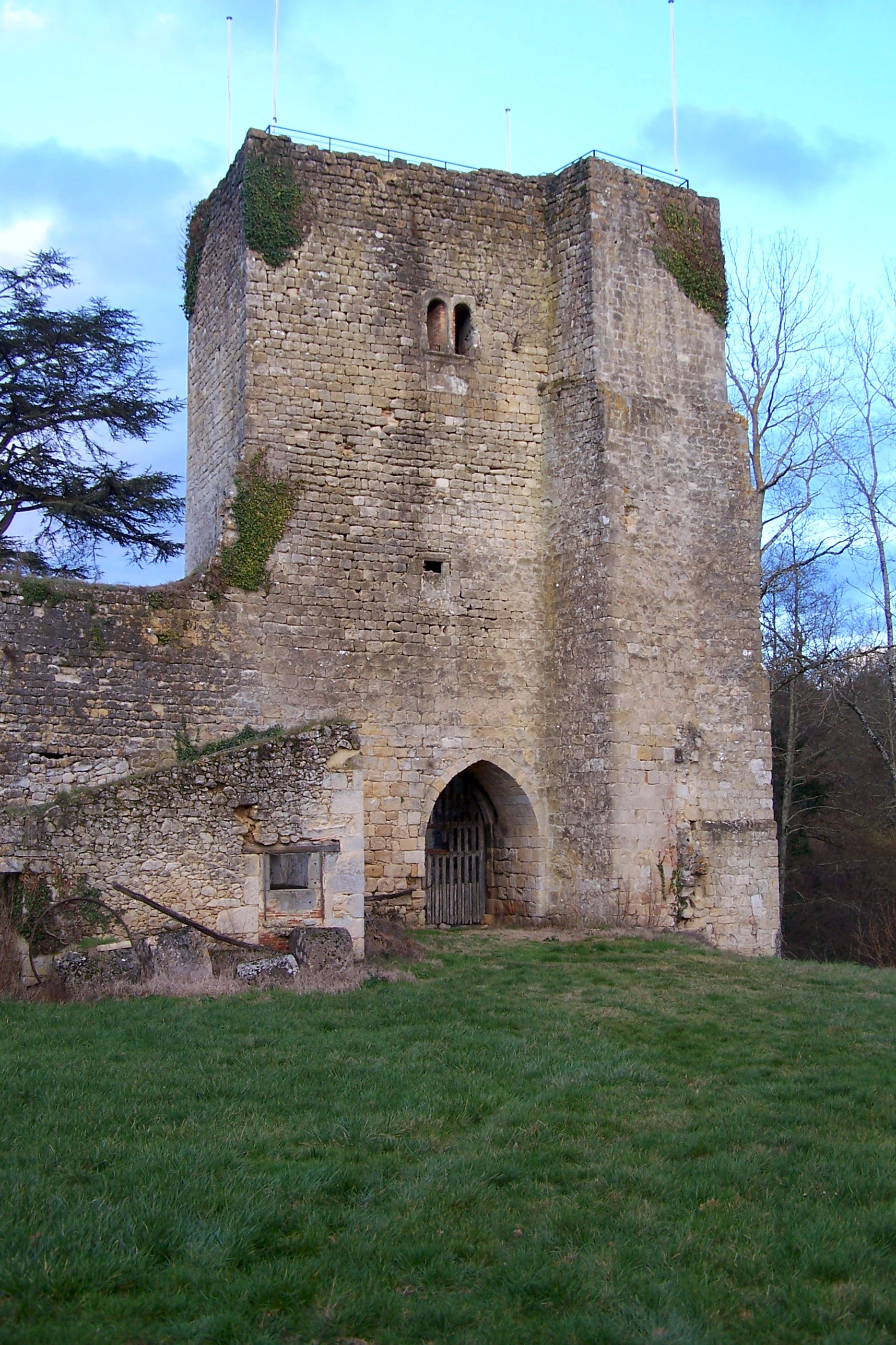
Tour-porte de "La Réole" au sud-ouest de l'enceinte (janv. 2012)
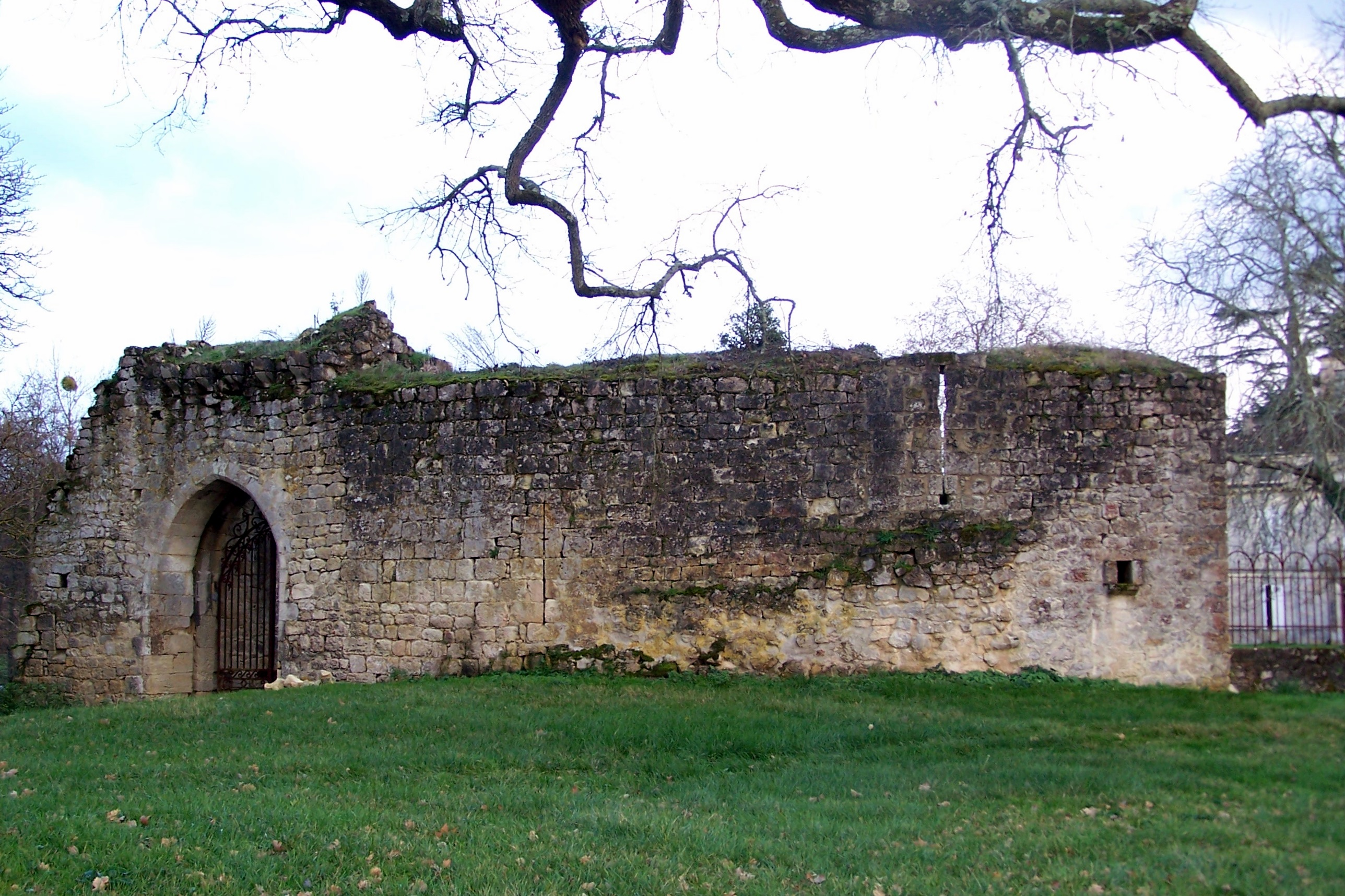
La porte nord de "Sauveterre" (janv. 2012)
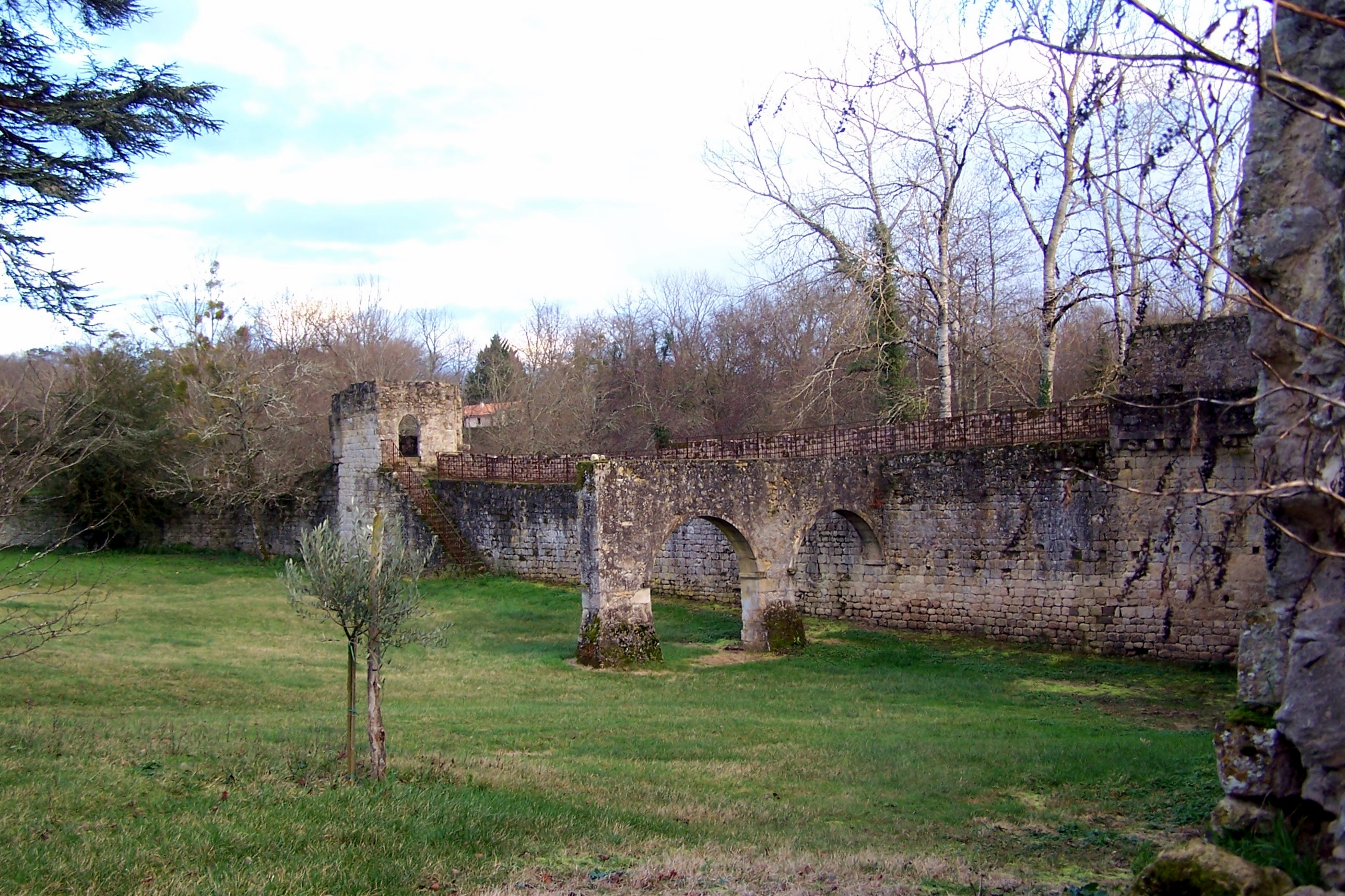
La courtine au sud entre l'échauguette sud et la tour-porte de "La Réole" (janv. 2012)
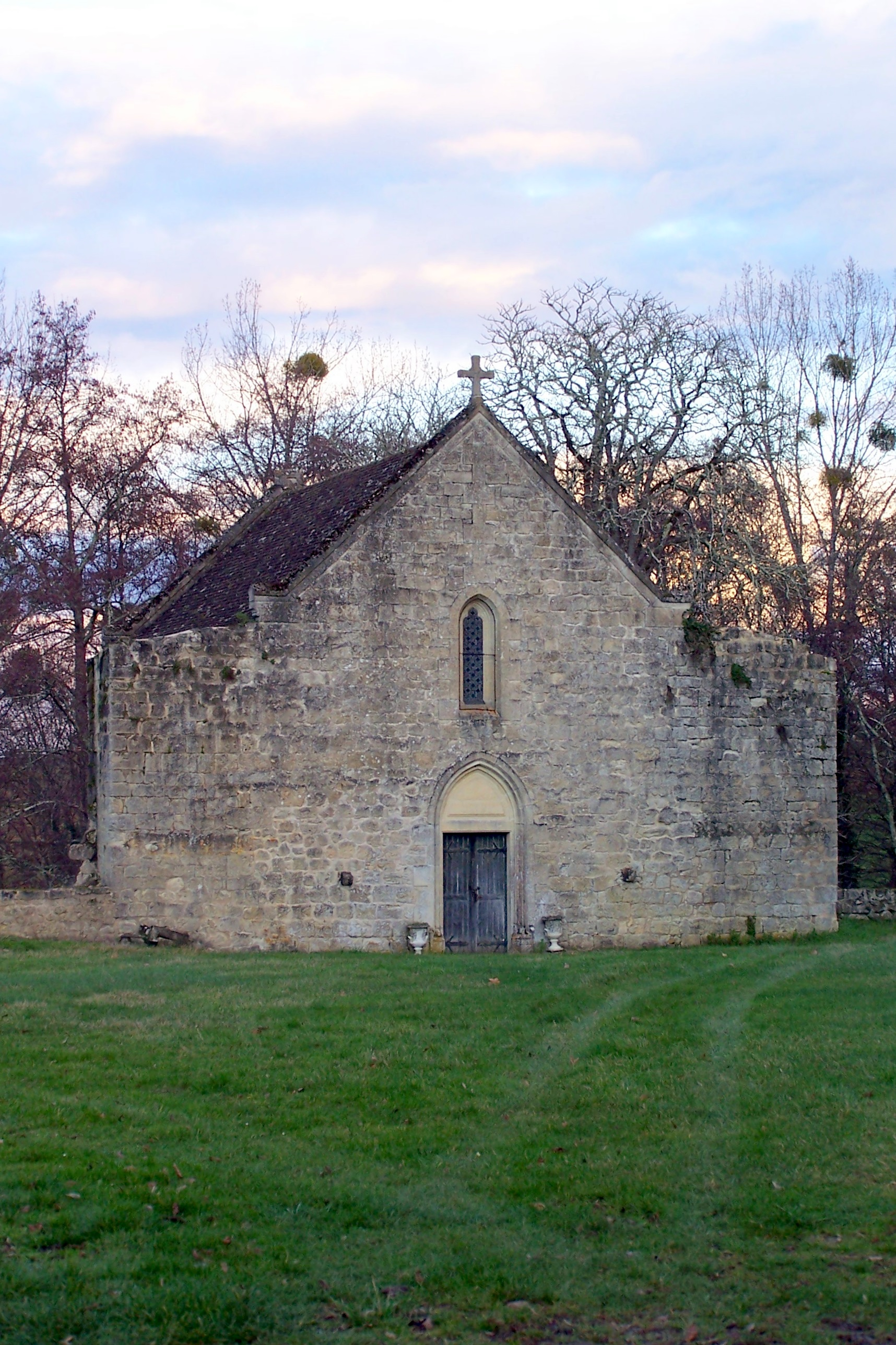
La chapelle à l'est (janv. 2012)
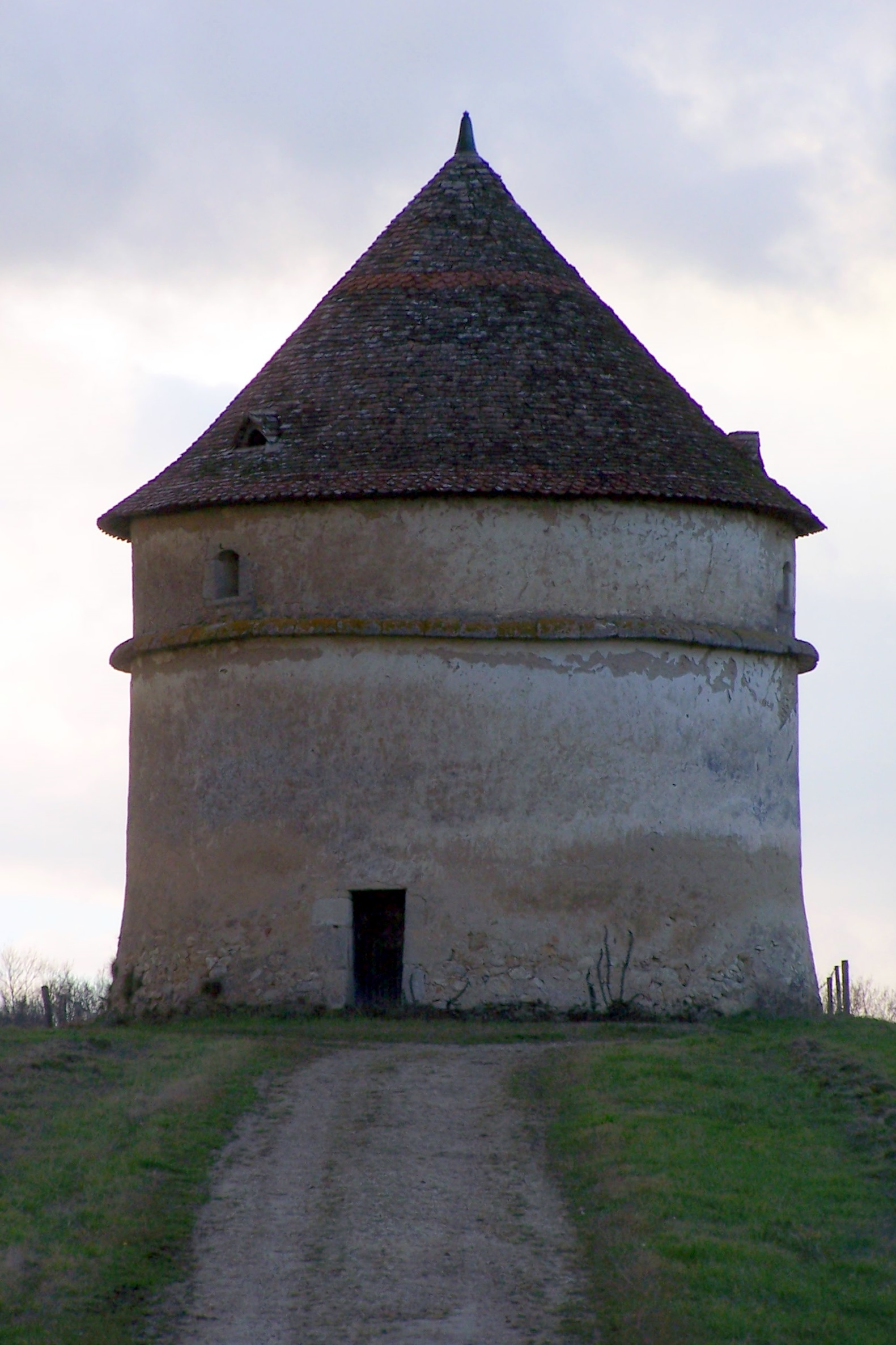
Le colombier (janv. 2012)